# 戈卢宾斯卡亚农村居民点
戈卢宾斯卡亚农村居民点（俄语：Голубинское сельское поселение）是俄罗斯联邦伏尔加格勒州卡拉奇区所属的一个农村居民点。其下辖有6个居民点，行政中心为戈卢宾斯卡亚。据2016年统计，该农村居民点的人口为1419人。